# Grizzly Bear
Grizzly Bear is een Amerikaanse indierockband, bestaande uit de bandleden Ed Droste, Chris Taylor, Daniel Rossen en Christopher Bear. Grizzly Bear komt oorspronkelijk uit Brooklyn (New York) en is vanaf 2004 actief. De band heeft tot nu toe vijf albums uitgebracht: Horn of Plenty (2004), Yellow House (2006), Veckatimest (2009), Shields (2012) en Painted ruins (2017). Het geluid van Grizzly Bear wordt vaak gecategoriseerd onder folk, indie, psychedelisch en experimentele rock. De band trad in 2009 onder andere op tijdens Lowlands en het Crossing Border Festival.

## Albums
- Horn of Plenty (2004)
- Yellow House (2006)
- Veckatimest (2009)
- Shields (2012)
- Painted Ruins (2017)

## Ep's
- Sorry for the Delay (2006)
- Friend (2007)

## Singles
- On a Neck, On a Spit (2006)
- Knife (2007)
- Live On KCRW (2009)
- Two Weeks (2009)
- While You Wait for the Others (2009)
- Cheerleader (2009)
- Sleeping Ute (2012)